# جغرافیای صربستان
صربستان (به صربی: Србија)، با نام رسمی جمهوری صربستان، یک کشور محاط در خشکی در مرکز جنوب خاوری اروپا است که بخش جنوبی جلگهٔ پانونی و جنوب شبه‌جزیره بالکان را دربرگرفته‌است. این کشور با مجارستان در شمال، رومانی و بلغارستان در شرق، جمهوری مقدونیه و مونته‌نگرو در جنوب، کرواسی و بوسنی و هرزگوین در غرب هم‌مرز است. بلگراد پایتخت این کشور است. صربستان در اروپا، در شبه‌جزیره بالکان و در جلگه پانونین قرار دارد. جایی که پیوندگر میان مرکز، جنوب و خاور اروپاست. رودخانه دانوب (۲۸۵۰ کیلومتر) در یک‌سوم شمال کشور جاری است. طول ۵۸۸ کیلومتری این رودخانه در کشور، مرز با کرواسی و بخشی از مرز با رومانی را تشکیل داده‌است. از دیگر رودخانه‌های صربستان می‌توان «ساوا»، «تیمیش»، «درینا» و «بگج» را نام برد.
بیش ار یک چهارم سرزمین صربستان بیست  و هفت درصد پوشیده از جنگل است.
شرایط طبیعی و به‌ ویژه ناهمواری‌ها و شرایط توپوگرافیک صربستان به‌گونه‌ای است که برخلاف دیگر جمهوری‌های پیشین یوگسلاوی که غلبهٔ مناطق کوهستانی در آن‌ها چشمگیر است، بهره‌مند از دشت‌های واسطه‌ای کوچک و بزرگ است که به همراه اقلیمی نسبتاً مساعد و متنوع و وجود منابع آب تقریباً کافی به بزرگترین مرکز تولیدات فراورده‌های کشاورزی یوگسلاوی تبدیل شده‌بود. عبور رودخانه دانوب و شاخه‌های آن نیاز آب کشاورزی نود و چهار درصد از زمین‌های زیر کشت صربستان و وویوودینا را بر طرف می‌کند.

## تقسیمات کشوری
صربستان به ۲۹ ناحیه علاوه بر شهر بلگراد بخش شده‌است. ناحیه‌ها و شهر بلگراد نیز به چندین شهر تقسیم شده‌اند. صربستان دو استان خودمختار دارد: کوزوو و متوهیا در جنوب (۵ ناحیه و ۳۰ شهر)، و وُیوودینا در شمال (۷ ناحیه و ۴۶ شهر). کوزوو اعلان استقلال کرده‌است، اما کماکان زیر نظر نمایندگان موقت سازمان ملل اداره می‌شود. کوزوو در ۱۷ فوریه ۲۰۰۸ با وجود مخالفت بلگراد اعلان استقلال کرد.
آن بخش از صربستان که نه در کوزوو قرار دارد و نه در وویوودینا، صربستان مرکزی نام دارد. صربستان مرکزی بر خلاف دو استان خودمختار، بعنوان یک تقسیم کشوری به‌شمار نمی‌آید و حکومت محلی جداگانه‌ای ندارد. آنچنان که می‌توان صربستان مرکزی را یک «صربستان سره و کامل» دانست.

### شهرها

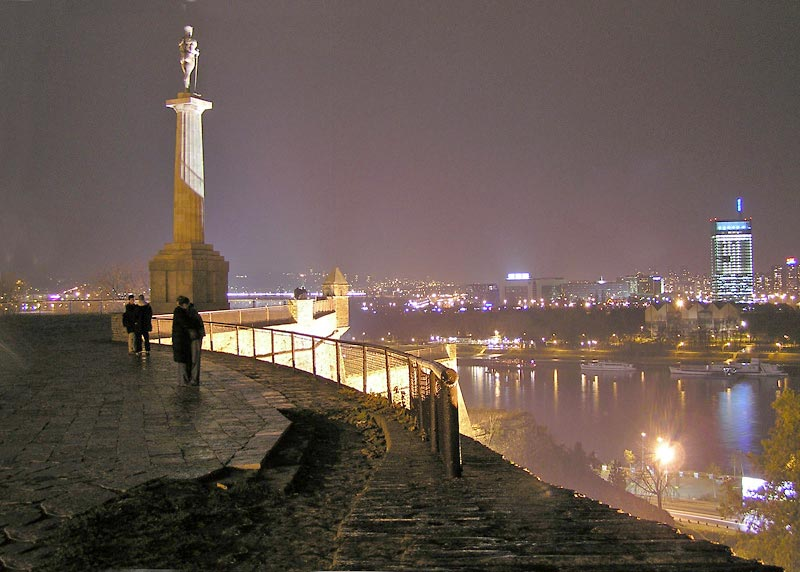
بلگراد پایتخت صربستان

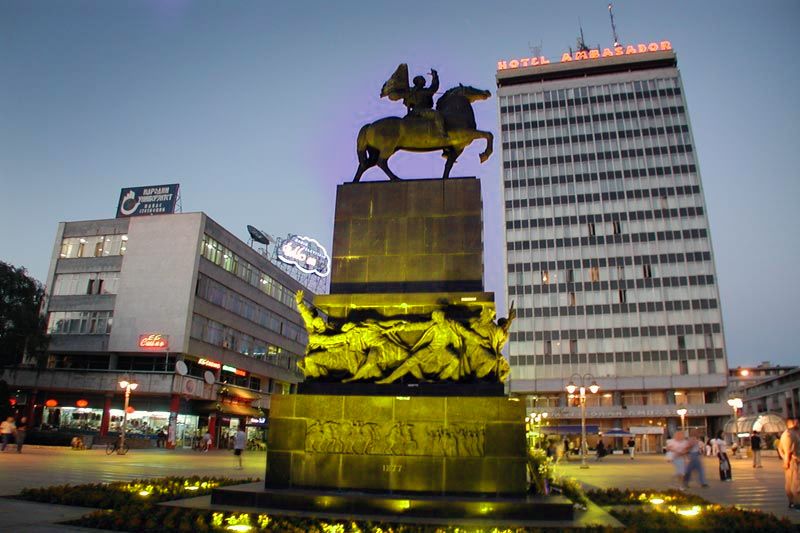
مرکز شهر نیش

جمعیت شهرهای بزرگ (بیشتر از ۵۰٬۰۰۰ نفر) بر اساس سرشماری ۲۰۰۲
- بلگراد: ۱٬۱۲۰٬۰۹۲
- نووی ساد: ۱۹۱٬۴۰۵
- نیش: ۱۷۳٬۷۲۴
- کراگویواتس: ۱۴۶٬۳۷۳
- سوبوتیتسا: ۹۹٬۹۸۱
- زرنیانین: ۷۹٬۷۷۳
- لسکوواتس: ۶۳٬۱۸۵
- اسمدِرِوو: ۶۲٬۸۰۵
- پانچِوو: ۷۷٬۰۸۷
- کروشواتس: ۵۷٬۳۴۷
- چاچاک: ۷۳٬۲۱۷
- اوژیک: ۵۴٬۷۱۷
- والیوو: ۶۱٬۰۳۵
- کرالیوو: ۵۷٬۴۱۱
- شاباتس: ۵۵٬۱۶۳
- ورانیه: ۵۵٬۰۵۲
- نووی پازار: ۵۴٬۶۰۴
- سومبور: ۵۱٬۴۷۱